# 대륙육군
대륙육군(大陸陸軍, 영어: Continental Army)은 미국 독립전쟁 중 영국군에 대항하기 위해 만들어진 미국 13개 식민지의 통일된 명령체계를 가진 육군을 말한다. 대륙육군은 1775년 6월 14일 대륙 회의(Continental Congress)의 결의에 기초해 결성되었다. 파리 조약이 체결된 후 1783년 11월 3일 대부분의 대륙육군 부대가 해산되었다. 1784년 6월 3일 대륙회의의 결의에 의해 미국 육군이 창설될 때까지 소수의 지역군대가 웨스트포인트와 몇 곳의 변경 전초기지에 남아있었다.

## 창설
1775년 6월 7일 제2차 대륙회의가 개최되어 식민지 공통 방위를 위해 대륙육군을 설립하는 것을 결의했다. '12개의 연합한 식민지'(이 시점에서 조지아가 아직 회의 대표를 보내지 않았다)로써 대륙회의는 매사추세츠의 케임브리츠에 이전부터 존재했던 군대를 대륙육군의 최초의 부대로 공인했다. 이때 군대는 뉴잉글랜드 식민지의 민병대에서 만들어진 것으로 4월 19일 전쟁발발이래 케임브리츠에 주둔하며 보스턴을 점령한 영국군의 포위를 계속했다. 6월 15일 대륙회의는 만장일치로 조지 워싱턴을 최고사령관으로 추대했다. 그는 필요경비를 제외하고 무상으로 이 역할을 맡았다.
4명의 소장(애드머스 워드, 찰스 리, 필립 스카이라, 이즈라엘 패트남)과 8명의 준장(세즈 포메로이, 리처드 몬트고메리, 데이빗 위스터, 윌리엄 히스, 조세프 스펜서, 존 토마스, 존 사리번, 나사니엘 그린)이 수일안에 지명되었다. 워드와 히스는 매서츄세츠 민병대 출신으로 이전부터 켐브리츠 주둔군에 재적중이었다.
대륙회의는 독립한 국가의 입법부로써 서서히 책임을 인계받아 정책을 내놓았기에 대륙육군의 역할은 상응하는 의론의 대상이 되었다. 미국 식민지 사람들 사이에서는 상비군을 유지하는 것에 일반적으로 혐오감을 갖고 있었다. 한편 영국과의 전쟁에는 근대적인 병사제도의 훈련과 조직화를 필요로 했다. 그 결과 군대는 몇차례의 명백한 단계를 거쳐 부대의 해체와 재편성에 의해 그 성격을 부여받았다.
크게 설명하자면, 대륙육군은 몇가지 연속적인 변화를 거쳤다.
- 1775년의 대륙육군: 원래 뉴잉글랜드군이었다. 워싱턴이 3여단으로 조직화했다. 샤일러 소장이 캐나다 침공작전에서 10연대를 파견했다.
- 1776년의 대륙육군:1775년 군대의 병사가 병역복무기간을 끝난 후 재편성된 것이다. 워싱턴이 최고사령관직을 인계받은 직후 대륙의회에 추천한 형태였으나, 대륙회의에서 검토와 도입에 시간을 필요로 했다. 뉴잉글랜드 전체에 모병을 확대해 실시하였으나, 그 편성 및 지리적인 요인으로 인해 북동부에서 편성되었다.
- 1777년~1780년의 대륙육군:영국군이 독립전쟁에서 결판을 지으려고 대부대를 보낸다는 것이 명백해진 때에 몇차례 대대적인 재편성과 정치적 결단의 결과. 대륙회의는 각자의 주에서 인구에 상응하는 군대에 공헌을 명령해 88개 대대 결의를 통보하고, 워싱턴은 새로운 15개의 대대를 만드는 것을 승인받았다. 또한 병역복무기간이 그때까지 1년~3년까지인 것을 <전쟁이 끝날때까지>로 연장되어 해를 넘기면 일어나던 군대붕괴를 피할 수 있게 되었다(전쟁이 끝나려는 가능성이 있었던 1776년 말쯤에는 군대는 거의 붕괴상태였다).
- 1781년~1782년의 대륙육군:미국 식민지군의 커다란 위기였다. 대륙회의가 파산상태가 되었고, 3년의 복무기간이 끝난 병사를 재고용하지 못했다. 일반대중의 전쟁에 대한 지지가 최저로 낮은 시기였고, 워싱턴이 펜실베니아와 뉴저지의 방어선에서의 반란을 진압하지 않으면 안되었다. 대륙회의는 대륙육군의 예산을 삭감 했으나, 워싱턴은 전략적으로 중요한 전투에서 승리를 거두었다.
- 1783년~1784년의 대륙육군:오늘날까지 계속된 미국 육군이 물려받던 시기. 영국과의 정전이 성립되고, 대부분의 연대가 규율에 따라 해체되었다.

대륙육군의 정규병사의 대부분은 각자의 식민지㈜에서 조직화되어 예산도 받는 민병조직이 되었고, 전투에도 참가했다. 때로는 민병대의 부대가 대륙육군과 별도로 행동할때도 있으나, 대부분은 대륙육군이 작전을 실시할 때 지원 및 증원에 나섰다. 민병대는 철수가 빠르다는 평판이 있다. 카우펜스 전투에서는 이것을 역이용한 전략으로 승부를 결정지었다.
병사의 급여, 식료, 방비, 군장, 병기 및 기타 장비에 대한 재정적 부담은 각 주에서 그 조달을 제각각 맡았다. 각 주는 이 의무를 실행하는 것에 서로 달랐다. 전쟁중에 재정을 유지하는 것과 병사의 사기를 유지하는 것이 항상 문제가 되었다.

## 작전 행동

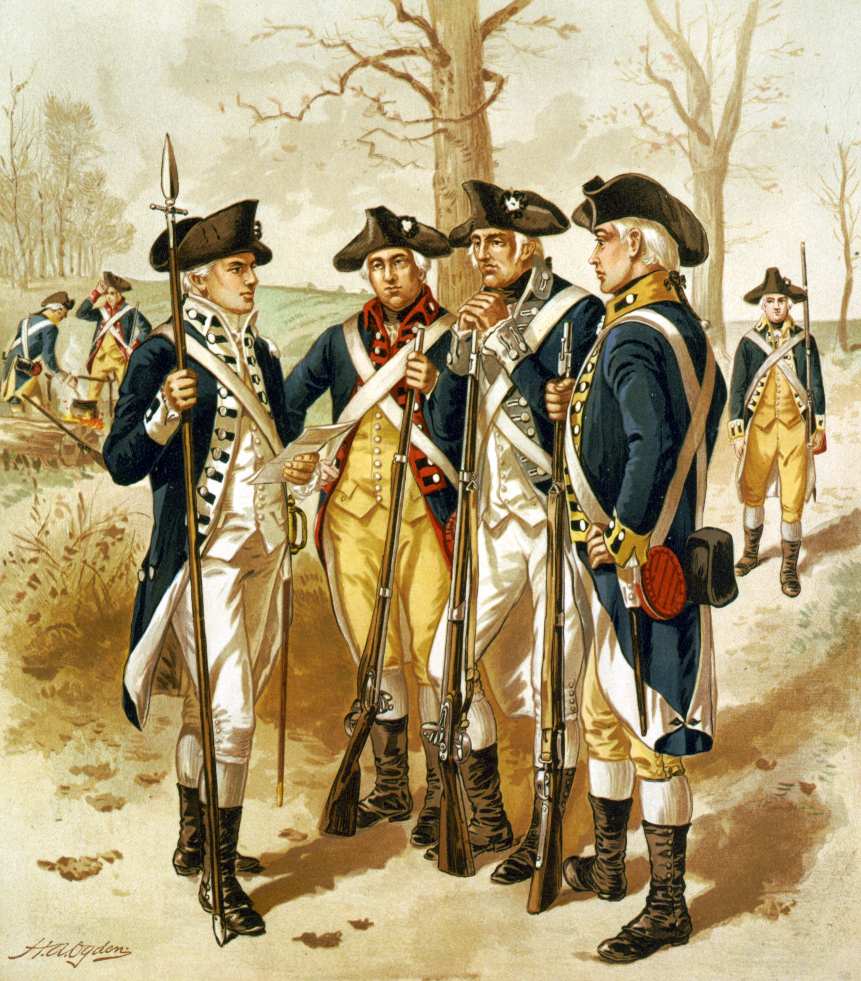
대륙육군 보병

1775년 6월 보스턴 포위전 중에 대륙육군이 케임브리지에 결성되었을 때 그 전력은 뉴잉글랜드의 14,000명~16,000명 정도였다. 탈주등이 있어 실제 전력은 11,000명 정도였을 가능성도 있다. 워싱턴이 도착할때까지 애드머스 워드(Artemas Ward)의 지휘하에 있었고, 존 토마스(John Thomas)가 부대장, 리처드 그리드리(Richard Gridley)가 포병대장과 기사장을 겸임했다.
보스턴의 영국군은 원군이 도착해 그 숫자가 증가했다. 숫자는 약 10,000명 정도였다. 5월말에는 윌리엄 하우, 헨리 크린톤, 존 바코인의 3명의 장군이 도착해 토마스 게이지 장군과 합류해 반역자들을 몰아내려는 계획을 세우기 시작했다. 실전경험이 풍부했던 장군 및 영국해군의 수척의 전열함을 지휘하는 사무엘 그레이브스 제독의 존재에 의지가 강했던 게이지는 계엄령을 발동한 대륙육군과 그 지지자들을 반역자로 지목하고, 헌법을 어긴 자로써 규탄하는 선언을 실시했다. 대륙육군 및 대륙회의에 대한 충성을 포기하고 영국측에 참가한 자들은 사면이 제안되었으나, 대륙회의의 사무엘 애덤스 및 존 핸콕 2명만은 대역죄로써 지명수배되었다. 이 선언은 대륙회의와 대륙육군의 결의를 결국 굳히게 만들고 만 역할에 지나지 않았다.
1776년 3월 대륙육군이 보스턴을 내려다보는 고지에 대포를 운반해 오자, 영국군은 보스턴시에서 철수한 후, 대륙육군은 뉴욕으로 이동했다. 이때부터 시작된 5년간, 대륙육군과 영국군은 뉴욕, 뉴저지, 펜실베니아에서 작전행동을 계속했다. 이곳에서의 작전행동은 트레튼, 프리스톤, 브란티웨인, 셔먼타운, 모리스타운등의 주목할만한 전투가 포함되어 있다.
대륙육군은 항상 빈곤한 병참, 부적절한 훈련, 짧은기간의 병역, 각 주간의 마찰, 그리고 대륙회의의 각 주에 대한 식료, 자금, 물자를 요구하는 지도력의 부족에 괴로움이 지속되었다. 처음 병사의 병역복무기간은 1년이었고, 대부분은 애국주의에 동기가 부여되어 있었다. 그러나 전쟁이 길어지게 되자, 보수금 및 기타 자극책이 필요하게 되었다. 전쟁의 후반에는 2개의 커다란 반란이 일어났고, 주력부대중에 2부대의 신뢰성을 크게 상처입게 되었다. 또한 항상 훈련부족의 문제가 일어났다.
대륙육군은 시행착오 끝에 많은 인명을 희생하면서 실효성과 성공률을 높였다. 워싱턴 장군과 기타 걸출한 장교들이 결속을 굳걷히 했기 때문에 유익한 지도자가 되었고, 전쟁의 8년동안 배우고, 적응하고, 규율을 유지했다. 1777년~1778년에 걸친 겨울은 프로이센 출신의 슈토이벤 남작이 가세해 대륙육군을 훈련시켜 크게 능력을 개선시켰다(바레포지의 겨울이라고 알려져 있다)워싱턴은 군대를 항상 일시적인 수단으로 보고, 군대의 문민통제를 마음에 새겼다.
전쟁말기 대륙육군은 프랑스의 로샹보 장군 지휘하의 원정대와 프랑스 해군의 바라스 제독 지휘하의 함대에 의해 보강되어 1781년 늦여름에는 주력부대가 버지니아로 남하하여 프랑스의 그라스 제독 휘하의 서인도 제도 함대와 합류했다. 이것이 요크타운 포위전으로 발전하게 되었고, 체서피크만의 해전에서 승리와 영국 남부방면군의 항복이란 결과를 낳았다. 이것으로 미대륙에서의 전투는 끝났다고 보고, 2년후 파리 강화조약 체결과 그 효과가 유효해질때까지 대륙육군은 뉴요크의 영국 북부방면군을 봉쇄하기 위해 뉴요크 지방에 주둔했다. 그 후 대륙이외의 장소에서 영국과 프랑스 및 그 동맹군 사이에서 전투가 지속되었다.

## 참고 문헌

### 서적
- Lengel, Edward G (2005). 《General George Washington: A Military Life》 (영어). 뉴욕: 랜덤 하우스. ISBN 1400060818.
- Royster, Charles (1979). 《A Revolutionary People at War: The Continental Army and American Character, 1775–1783》 (영어). 채플힐: 노스캐롤라이나 대학 출판부. ISBN 0807813850.
- Carp, E. Wayne. 《To Starve the Army at Pleasure: Continental Army Administration and American Political Culture, 1775–1783》. 채플힐 1984: 노스캐롤라이나 대학 출판부. ISBN 080781587X.
- Gillett, Mary C (1981). 《The Army Medical Department, 1775–1818》 (영어). 워싱턴: 미국 육군 역사관.
- Martin, James Kirby; Lender, Mark Edward (2006). 《A Respectable Army: The Military Origins of the Republic, 1763–1789. 2nd ed》 (영어). 일리노이 주, 휠링: 할란 데이비드슨. ISBN 0882952390.
- Mayer, Holly A (1999). 《Belonging to the Army: Camp Followers and Community during the American Revolution》. 컬럼비아: 사우스캐롤라이나 대학 출판부. ISBN 1570031088.

### 온라인
- Risch, Erna (1981). “Supplying Washington's Army” (영어). 워싱턴: 미국 육군 역사관. 2007년 11월 17일에 원본 문서에서 보존된 문서. 2010년 3월 25일에 확인함.
- 라이트, Robert K. (1983). “The Continental Army” (영어). 워싱턴: 미국 육군 역사관.